# Lifehouse
Lifehouse er en Indie Rock gruppe Los Angeles, USA bestående af komponist Jason Wade (forsanger, rytmeguitar, klaver), Rick Woolstenhulme Jr. (trommer, percussion), Bryce Soderberg (bas, vokal) og Steve Stout (leadguitar). Bandet slog igennem med deres single "Hanging by a Moment" i 2000, der ledte til deres debutalbum No Name Face (2000). Sangen toppede som nummer 2 på Billboard Hot 100, og vandt en Billboard Music Award for Hot 100 Single of the Year—efter at have tilbragt 20 uger i top 10 og over et år på hitlisten—og den blev udnævnt som best-performing single of 2001 på trods af at den ikke nåede førstepladsen, hvilket gjorde det til den fjerde sang i hitlistens historie til at opnå dette.
Efter deres debut har bandet udgivet seks albums: Stanley Climbfall (2002), deres selvbetitlede tredje album (2005), Who We Are (2007), Smoke and Mirrors (2010), Almería (2012) og Out of the Wasteland (2015) med dalende succes. De har udgivet singlerne "You and Me," "First Time" og "Whatever It Takes"; der alle har været hits på hitlisterne Mainstream Top 40, Adult Top 40 og Adult Contemporary og Billboard Hot 100.
Deres musik er et eksempel på adult contemporary, hvilket betyder at Lifehouses sange ofte spilles offentligt, i bl.a. supermarkeder og indkøbscentre.

## Medlemmer

### Current members
- Jason Wade – forsanger, rytmeguitar (1995–nu)
- Rick Woolstenhulme Jr. – trommer , percussion, lejlighedsvis baggrundsvokal (2000–nu)
- Bryce Soderberg – basguitar, baggrundsvokal og forsnager (2004–nu)
- Steve Stout – leadguitar, baggrundsvokal (2017–nu; tourmusiker 2015–2017)

### Tidligere medlemmer
- Aaron Lord – keyboard, violin, viola, mandolin, akustisk guitar (1995–2000)
- Jon "Diff" Palmer – trommer , percussion (1995–2000)
- Collin Hayden – leadguitar (1995–1999)
- Tim Rhodes - leadguitar (1999-2000)
- Sergio Andrade – basguitar (1995–2004)
- Sean Woolstenhulme – leadguitar, baggrundsvokal (2002–2004)
- Ben Carey – leadguitar, baggrundsvokal (2009–2014; tourmusiker 2004–2009)

#### Tidligere tourmusikere
- Stuart Mathis – leadguitar, baggrundsvokal (2000–2001)
- Joerg Koehrig – leadguitar, baggrundsvokal (2001–2002)

## Diskografi
Som Blyss
- Diff's Lucky Day (1999)

Som Lifehouse
- No Name Face (2000)
- Stanley Climbfall (2002)
- Lifehouse (2005)
- Who We Are (2007)
- Smoke & Mirrors (2010)
- Almería (2012)
- Out of the Wasteland (2015)